# Harry de Vroome

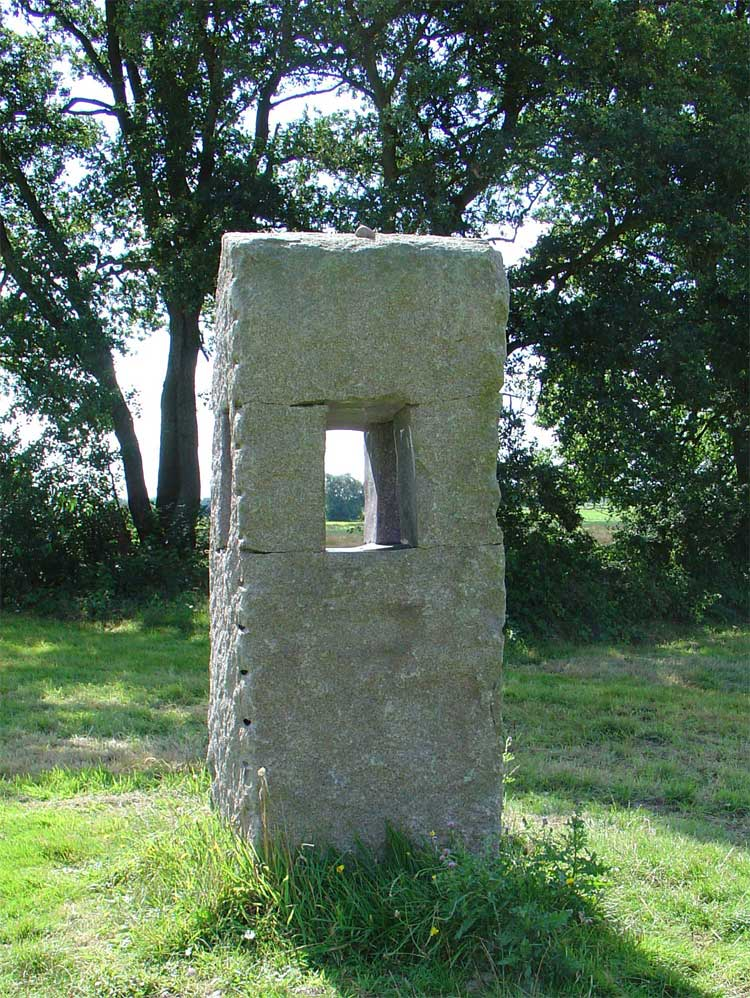
Harry de Vroome monument bij het Balloërveld

Harm Willem "Harry" de Vroome (Vlaardingen, 14 augustus 1921 – Assen, 31 december 2001) was een Nederlandse landschapsarchitect.

## Loopbaan
De Vroome kreeg zijn opleiding aan de Hogere Tuinbouwschool Gerard Adriaan van Swieten te Frederiksoord. Als landschapsarchitect heeft hij zijn stempel gedrukt op diverse landinrichtingsplannen. Vooral in Groningen en Drenthe was hij betrokken bij vele ruilverkavelingen.
In 1976 ontving hij de culturele prijs van Drenthe als waardering voor zijn inspanningen ten behoeve van het Drentse Landschap. Hij wordt gezien als de geestelijk vader van het stroomdal van de Drentsche Aa. Als herinnering aan zijn werk staat er in dit stroomdallandschap van de Drentsche Aa nabij het Balloërveld een monument, gemaakt door de beeldend kunstenaar Bastiaan de Groot. In 1992 werd de Heimans en Thijsse Prijs aan hem toegekend. 
Na zijn overlijden in 2001 wordt jaarlijks de Harry de Vroome-prijs uitgereikt aan personen en/of organisaties die zich verdienstelijk hebben gemaakt voor het landschap als blijvende bron van inspiratie en levensvreugde. Voor dit doel is de Harry de Vroome-penning ontworpen door Guus Hellegers.
Het landschap is voor mij

een verhaal, een levensverhaal.

Je moet uitkijken, dat het leven

niet uit het landschap verdwijnt

onder het ijskoude mes van de analyse.
(bron: H.W. de Vroome: tekst nabij het monument)